# Ashland, Kentucky
Ashland är en stad i Boyd County Kentucky, USA. År 2000 hade staden 21 981 invånare. Den har enligt United States Census Bureau en area på  31,6 km², varav 2,9 km² av det är vatten.